# Joseph-Désiré Job
Joseph-Désiré Job, född den 1 december 1977 i Lyon, Frankrike, är en kamerunsk före detta fotbollsspelare,.
Job, som växte upp i franska Lyon, började tidigt med fotboll i storlaget Olympique Lyonnais. Han var påtänkt för franska ungdomslandslaget, men valde i stället att spela för sina föräldrars hemland Kamerun.
Job har spelat för Kamerun i två VM, både 1998 och 2002.
När Kamerun vann afrikanska mästerskapet 2000 var han också med i laget.